# العلاقات النرويجية الكوبية
العلاقات النرويجية الكوبية هي العلاقات الثنائية التي تجمع بين النرويج وكوبا.

## مقارنة بين البلدين
هذه مقارنة عامة ومرجعية للدولتين:
| وجه المقارنة                                              | النرويج                                                   | كوبا                              |
| --------------------------------------------------------- | --------------------------------------------------------- | --------------------------------- |
| المساحة (كم2)                                             | 385.21 ألف                                                | 109.88 ألف                        |
| عدد السكان (نسمة)                                         | 5.33 مليون                                                | 11.48 مليون                       |
| الكثافة السكانية (ن./كم²)                                 | 13.84                                                     | 104.48                            |
| العاصمة                                                   | أوسلو                                                     | هافانا                            |
| اللغة الرسمية                                             | بوكمول، لغات السامي، نينوشك، اللغة النرويجية              | اللغة الإسبانية                   |
| العملة                                                    | كرونة نروجية                                              | بيزو كوبي، بيزو كوبي قابل للتحويل |
| الناتج المحلي الإجمالي (بليون دولار)                      | 398.83 مليار                                              | 87.13 مليار                       |
| الناتج المحلي الإجمالي (تعادل القوة الشرائية) بليون دولار | 322.23 مليار                                              |                                   |
| الناتج المحلي الإجمالي الاسمي للفرد دولار أمريكي          | 74.40 ألف                                                 |                                   |
| الناتج المحلي الإجمالي للفرد دولار أمريكي                 | 65.61 ألف                                                 |                                   |
| مؤشر التنمية البشرية                                      | 0.944                                                     | 0.769                             |
| رمز المكالمات الدولي                                      | +47                                                       | +53                               |
| رمز الإنترنت                                              | .no                                                       | .cu                               |
| المنطقة الزمنية                                           | ت ع م+01:00، ت ع م+02:00، توقيت وسط أوروبا، أوروبا/أوسلو ‏ | 00                                |

## منظمات دولية مشتركة
يشترك البلدان في عضوية مجموعة من المنظمات الدولية، منها:
| علم المنظمة | اسم المنظمة                   | تاريخ انضمام النرويج | تاريخ انضمام كوبا |
| ----------- | ----------------------------- | -------------------- | ----------------- |
|             | يونسكو                        | 4 نوفمبر 1946        | 29 أغسطس 1947     |
|             | منظمة حظر الأسلحة الكيميائية  | ?                    | ?                 |
|             | منظمة التجارة العالمية        | 1995                 | ?                 |
|             | الاتحاد البريدي العالمي       | ?                    | ?                 |
|             | منظمة الشرطة الجنائية الدولية | ?                    | ?                 |
|             | الأمم المتحدة                 | 27 نوفمبر 1945       | 24 أكتوبر 1945    |
|             | الاتحاد الدولي للاتصالات      | 1866                 | 16 يناير 1918     |
|             | المنظمة الهيدروغرافية الدولية | ?                    | ?                 |

## وصلات خارجية
- موقع وزارة الخارجية النرويجية
- موقع وزارة الخارجية الكوبية